# Парк в селе Ярополец
Парк в селе Ярополец — памятник природы регионального (областного) значения Московской области, который включает ценный в экологическом, научном, культурном и эстетическом отношении природно-антропогенный комплекс, а также природные объекты, нуждающиеся в особой охране для сохранения их естественного состояния:
- старовозрастные парковые насаждения с липой;
- места произрастания редких видов растений и лишайников, занесенных в Красную книгу Московской области.

Памятник природы основан в 1966 году. Местонахождение: Московская область, Волоколамский городской округ, сельское поселение Ярополецкое, село Ярополец. Площадь составляет 102,78 га. Памятник природы включает старинный парк с архитектурными сооружениями бывших усадеб Гончаровых и Чернышёвых и участком долины реки Ламы.

## Описание
Памятник природы включает сохранившиеся парковые насаждения и строения двух бывших усадеб в селе Ярополец, а также сооружения первой в стране сельской ГЭС на реке Ламе. Основные историко-культурные объекты, усадьбы Чернышевых и Гончаровых, располагаются на правобережье Ламы в южной части территории. Усадьба Гончаровых хорошо сохранилась до нашего времени, в отличие от усадьбы Чернышевых, где некоторые здания находятся в полуразрушенном состоянии.
Усадьба Гончаровых была основана в последней четверти XVII века, когда по велению царевны Софьи Алексеевны село Ярополец было пожаловано отставному гетману Петру Дорошенко. После его смерти северная часть усадьбы была продана Г. П. Чернышёву. Внучка гетмана, Е. А. Дорошенко, передала владение своему мужу А. А. Загряжскому, который перестроил все деревянные строения в камне. В этот период сложилась общая усадебная планировка, появился пейзажный парк, украшенный парковой архитектурой. В 1821 году усадьбу унаследовала внучка А. Загряжского, фрейлина Наталья Ивановна, которая вышла замуж за промышленника Н. А. Гончарова. Муж Натальи Николаевны, дочери Гончаровых, Александр Сергеевич Пушкин дважды бывал в имении. В парке Г имеется липовая аллея «Пушкинская». Последней обитательницей усадьбы стала Е. Б. Гончарова, урождённая княгиня Мещерская, способствовавшая открытию : в 1915 году в Яропольце земской школы. В 1918 году усадьба была принята на государственный учёт как памятник культуры. За период Великой Отечественной войны многие постройки усадьбы пострадали, часть из них была разобрана населением для строительства. Тем не менее, до 1960 года на территории усадьбы действовала общеобразовательная школа. С 1959 года усадьбы в селе Ярополец были переданы Московскому авиационному институту для организации дома отдыха.
Приобретенная Г. П. Чернышёвым в 1717 году часть ярополецкого владения в дальнейшем перешла к одному из его сыновей — московскому генерал-губернатору З. Г. Чернышёву, которому приписывают основание дворцово-паркового ансамбля. Во второй половине XVIII в. в усадьбе бывала Екатерина II, в парке находится обелиск, поставленный в её честь. До 1917 г. имением владели Чернышёвы-Безобразовы, в дальнейшем усадьба была национализирована, а её хозяева эмигрировали. В 1920-е гг. здания усадьбы использовались для размещения сельской больницы и детского санатория. Во время Великой Отечественной войны усадьба сильно пострадала, после чего была заброшена. В усадьбе Чернышёвых имеется памятник павшим русским воинам.
В 20-х гг. XX века на реке Ламе для электрификации окружающих деревень в парке была сооружена первая сельская ГЭС, на которую приезжали В. И. Ленин и Н. К. Крупская. Станция функционировала до того, как была разрушена нацистами в 1941 году. Позднее ГЭС была восстановлена как исторический памятник.
Памятник природы «Парк в селе Ярополец» расположен на юге Верхне-Волжской низменности в пределах распространения моренных и водноледниковых плоских, неравномерно дренируемых равнин. Абсолютные высоты территории изменяются от 142 м над у.м. (урез воды в реке Ламе в северной оконечности памятника природы) до 161 м над у.м. (на востоке памятника природы). Кровля дочетвертичных пород местности представлена известняками, доломитами и песчаниками карбона.
Территория памятника природы включает фрагмент долины реки Ламы в её среднем течении с прилегающими моренными холмами в окружении во дно ледниковых равнин. Поверхности во дно ледниковых равнин сложены песчаносупесчаными и суглинистыми отложениями водноледникового генезиса, а моренные холмы — суглинистыми отложениями с гравием, галькой и валунами, перекрытыми покровными суглинками. Уклоны равнин изменяются в пределах 1—5 градусов. На пологонаклонных поверхностях отмечается процесс дефлюкции.
В пределах долины реки Ламы сформировались пойменные поверхности и участки первой надпойменной террасы, которые сложены, соответственно, аллювиальными и древнеаллювиальными валунно-галечными песчано-супесчаными или суглинистыми отложениями. На пойме происходят процессы боковой и донной эрозии, аккумуляции. Местами в долине Ламы вскрываются овражно-балочные формы (прежде всего, на севере памятника природы), дно которых сложено пролювиальными валунно-галечными песками, супесями или суглинками. Крутизна бортов эрозионных форм — до 25 градусов. На склонах овражно-балочных форм и в долине Ламы распространены обвально-осыпные и делювиальные процессы, мелкоблоковое оползание. На пойме и первой надпойменной террасе реки образованы техногенные сооружения усадебного парка и гидроузла.
Гидрологический сток памятника природы направлен в реку Ламу (правый приток реки Шоши, бассейн реки Волги), участок русла которой протянулся в границах территории на 3 км. В черте памятника природы на реке размещена гидроэлектростанция с плотиной высотой около 5—7 м. Рядом с плотиной размещены подводящие каналы станции шириной до 7 м. Ширина реки выше ГЭС достигает 30—35 м, ниже — 10—12 м. На пойме вдоль русла реки, делающего изгиб в северной части памятника природы, образовались старинные водоемы, имеющие длину от 150 до 600 м и ширину до 30 м. Непосредственно рядом с ГЭС на правом берегу расположен изометричный Барский пруд площадью около 2 га.
Почвенный покров территории представлен в основном агродерново-подзолистыми почвами и агродерново-подзолами. На пойме реки Ламы распространены аллювиальные светлогумусовые почвы, а в заболоченных старицах — аллювиальные торфяно-глеевые почвы.

### Флора и растительность
Растительный покров территории памятника природы представлен насаждениями старинного парка на правобережье Ламы, заброшенного парка на большей части левобережья и сообществами долины реки Ламы. Парковые насаждения представлены в основном сообществами липы мелколистной, как чистыми, так и с примесью различных пород (хвойных, широколиственных, мелколиственных). Имеется участок насаждений с преобладанием клёна платановидного и вяза. В центре парка есть лесопитомник с посадками хвойных пород, преимущественно ели, а также сосен обыкновенной и Веймутова.
Со временем парковые насаждения трансформировались естественным образом. В них вкраплены участки мелколиственных и хвойно-мелколиственных сообществ с липой во втором ярусе. Встречается довольно много упавших стволов, однако видна работа по их уборке. Участок парка на левобережье имеет более естественный облик. Ближе к усадьбам и сооружениям (плотина, строения) в составе насаждений отмечается большее участие интродуцированных древесных и кустарниковых пород и большее участие лесного сорнотравья.
На территории парка преобладают липовые насаждения самого разного состава по древесному ярусу и довольно однотипные по составу нижнего яруса. Встречаются липы, сосны и тополя серебристые с диаметром стволов более 1 м. Возраст некоторых деревьев достигает более 100 лет. В примеси к липе встречаются хвойные породы — сосна, ель лиственница; широколиственные породы — клен платановидный, дуб черешчатый, вяз голый, ясень высокий; мелколиственные породы — береза повислая, осина, тополь серебристый, ива белая (у воды). Все эти породы могут присутствовать в различных соотношениях. В подросте чаще встречаются клен, вяз и рябина, реже — липа, дуб, ясень.
В кустарниковом ярусе парковых насаждений встречаются лещина, бересклет бородавчатый, черемуха, жимолость лесная, бузина кистистая (красная), калина (проростки), смородина красная, а также интродуценты — рябинник рябинолистный, спирея (виды), карагана древовидная. Сомкнутый кустарниковый ярус местами образуют бересклет бородавчатый, черемуха, лещина и рябинник.
В травяном покрове парковых насаждений почти всюду преобладает сныть обыкновенная или другие виды дубравного широкотравья. При сомкнутом кустарниковом ярусе развиваются редкотравные сообщества. На территории правобережья в парке отмечены следующие травянистые виды: яснотка крапчатая, будра плющевидная, гравилат городской, купырь лесной, хвощ луговой, бор раскидистый, крапива двудомная, чистотел большой, земляника лесная, осока соседняя, живучка ползучая, щитовники мужской и картузианский (игольчатый), недотрога обыкновенная, кочедыжник женский, копытень европейский, марьянник дубравный, вербейник обыкновенный, клевер луговой, сивец луговой, золотарник обыкновенный, пырей собачий, ежа сборная, мятлик дубравный, ландыш майский, мерингия трехжилковая, горошек заборный. Мхи растут только на валежнике и комлях. На старых деревьях обычны лишайники, в том числе здесь на берегу Барского пруда на старых липах и кленах встречается рамалина мучнистая, занесенная в Красную книгу Московской области.
Участок левобережья Ламы отличается почти полным отсутствием интродуцированных пород в составе древесного и кустарникового яруса и сорных видов в травяном ярусе. Здесь встречаются почти чистые липняки с единичной примесью других пород (сосны, березы). Есть как старые липы, так и молодые порослевые. Встречаются экземпляры с диаметром стволов до 70-80 см, средний диаметр — 20—50 см. Есть участки с вывалом старых лип. В подросте участвуют клен высотой до 8 м, рябина, единично — ель. Из кустарников встречается жимолость лесная. В травяном ярусе преобладает сныть, ей сопутствуют зеленчук жёлтый, копытень европейский, медуница неясная, чина весенняя, лютик кашубский. В окнах на месте вывалов разрастаются малина, сныть, крапива двудомная, таволга вязолистная.
На левобережье присутствуют также смешанные леса березово-липовые и липово-березовые с елью. Единично отмечена лиственница, осина. В подросте участвуют клен, рябина и ель. В подлеске обилен бересклет бородавчатый, встречается лещина. Проективное покрытие травяного яруса составляет 30—40 процентов. В его составе — сныть, звездчатка жестколистная, хвощ луговой, чина весенняя, яснотка крапчатая, копытень, медуница неясная, осока волосистая, щитовники мужской и картузианский.
Нередки смешанные леса елово-березовые и березово-еловые с липой во втором ярусе. В их травяном ярусе преобладает дубравное широкотравье: сныть, медуница, чина лесная, печеночница благородная (занесена в Красную книгу Московской области), лютик кашубский, звездчатка жестколистная, щитовники мужской и картузианский, яснотка крапчатая, хвощ луговой, ожика волосистая, вероника лекарственная, кислица обыкновенная, гравилат городской. На прогалинах растут малина и смородина красная. В лесной балке на этом участке парка развиты черемуховые с ивой козьей крапивно-влажнотравные с крупнотравьем (таволга вязолистная, крапива, полынь обыкновенная, лопух паутинистый и другие) заросли.
В северной оконечности памятника природы древесные сообщества представлены на крутых склонах и в прибровочной части долины Ламы и её отрогов. Здесь вдоль реки сформировалась узкая полоса леса с широколиственными породами и березой (в верхней части склона) и ольхой серой и ивами (в нижней). В этой части памятника природы отмечаются вязы голый и гладкий, клен платаиовидный, дуб, береза. В подлеске местами есть черемуха, малина.
На выположенных участках растут сныть, недотрога мелкоцветковая, чертополох обыкновенный, крапива двудомная, бодяк полевой, яснотка крапчатая. Чем ближе поле и больше троп, тем больше сорных видов участвуют в составе травостоя. В верхней части крутого склона и на бровке в травостое отмечены: осот полевой, пижма обыкновенная, ястребинка зонтичная, василек луговой, чина лесная, вейник наземный и другие злаки. В нижней части склона и на пойме преобладает крапива двудомная.
На крутых участках берега реки Ламы встречаются липняки с лещиной редкотравные с папоротниками. На обрыве в нижней части склона в условиях небольших подсклоновых сочений развиты заросли печеночного мха — маршанции многообразной.
В отрогах долины Ламы отмечена ольха серая с диаметром стволов до 40 см (средний — 20 см). На склонах растут сныть, гравилат речной, таволга вязолистная, яснотка крапчатая, кочедыжник женский. По днищам обильны крапива, сныть, белокопытник гибридный.

### Фауна
Животный мир основной части территории памятника природы является довольно хорошо сохранившимся и репрезентативным для сообществ хвойных и смешанных лесов средней полосы России. Парковые насаждения, состоящие в значительной степени из старовозрастных широколиственных пород, находящиеся в приусадебной части, довольно сильно отличаются по видовому составу фауны от условно-коренных лесных сообществ прочей территории, а комплекс строений самой усадьбы и приусадебные открытые участки представляют своеобразный набор местообитаний, населяемых рядом видов животных, экологически не связанных с зональными типами сообществ.
Таким образом, территория памятника природы в фаунистическом плане разделяется на несколько зон с определённым набором видов, их населяющих.
Зарегистрировано обитание 62 видов позвоночных животных, из них 11 видов рыб, трех видов амфибий, одного вида рептилий, 29 видов птиц, 18 видов млекопитающих.
В реке Ламе, протекающей по территории памятника природы, обитает не менее десяти видов рыб, а именно: обыкновенная щука, речной окунь, плотва, лещ (заходы), обыкновенный пескарь, голавль, елец, уклея, серебряный карась, линь. В Барском пруду отмечено обитание серебряного карася и ротана.
На территории памятника природы можно выделить четыре основных зоокомплекса (зооформации) наземных позвоночных животных: зооформацию смешанных и хвойных лесов, зооформацию широколиственных лесов, зооформацию водных и околоводных местообитаний, зооформацию лугово-опушечных местообитаний с комплексом синантропных видов.
Зооформацию хвойных и смешанных лесов населяют следующие виды: обыкновенная белка, кабан, большой пестрый дятел, рябинник, желна, ворон, сойка, обыкновенная пищуха, обыкновенный поползень, мухоловка-пеструшка.
К широколиственным парковым насаждениям тяготеют: большая синица, обыкновенная лазоревка, иволга, обыкновенная кукущка, чёрный и певчий дрозды, обыкновенный соловей, зарянка, славка-черноголовка, пеночка-весничка.
Залесенные местообитания различных типов населяют: обыкновенная бурозубка, обыкновенный крот, рыжая полевка, обыкновенная лисица, зяблик, пеночка-теньковка, травяная и остромордая лягушки.
Участки открытых и полуоткрытых территорий наиболее широко представлены в районе усадеб Гончаровых и Чернышевых. Здесь встречаются: нолевая мышь, белая трясогузка, обыкновенная овсянка, обыкновенный скворец. В этих биотопах встречается также пустельга (редкий и уязвимый вид, не включенный в Красную книгу Московской области, но нуждающийся на территории области в постоянном контроле и наблюдении), которая здесь кормится и гнездится. Здесь также обитает довольно редкая в области бабочка бархатница гиперант (редкий и уязвимый вид, не включенный в Красную книгу Московской области, но нуждающийся на территории области в постоянном контроле и наблюдении).
На территориях усадеб и в их непосредственном окружении встречаются также синантропные виды животных: домовая мышь, бродячие домашние собаки и кошки, серая ворона, галка, городская ласточка.
Водные и околоводные местообитания населяет речной бобр, водяная полевка, американская норка, кряква, тростниковая камышевка. В водоемах со слабопроточной и стоячей водой встречаются озерные лягушки.
Наличие старовозрастных парковых насаждений, частично руинированных зданий усадеб, мозаичность местообитаний и наличие водоемов и водотоков на территории памятника природы определили присутствие здесь ряда видов летучих мышей, многие из которых характеризуются довольно высокой численностью. Всего здесь отмечено обитание пяти видов: ночница Брандта, водяная ночница, бурый ушан, лесной нетопырь, рыжая вечерница. Все они являются редкими и уязвимыми видами, не включенными в Красную книгу Московской области, но нуждающиеся на территории области в постоянном контроле и наблюдении.

## Объекты особой охраны памятника природы
Ценный в экологическом, научном, культурном и эстетическом отношении природно-антропогенный объект: природно-парковый комплекс.
Охраняемые экосистемы: смешанные березово-липовые и липово-березовые с елью кустарниковые папоротниково-широкотравные леса, липовые лещиновые широкотравные и редкотравные леса; мелколиственные черемухово-сероольховые влажнотравные леса речной долины.
Охраняемые в Московской области, а также иные редкие и уязвимые виды растений (вид, занесенный в Красную книгу Московской области): печеночница благородная;
Охраняемые в Московской области, а также иные редкие и уязвимые виды лишайников (вид, занесенный в Красную книгу Московской области): рамалина мучнистая.
Охраняемые в Московской области, а также иные редкие и уязвимые виды животных (виды животных, являющиеся редкими и уязвимыми таксонами, не включенные в Красную книгу Московской области, но нуждающиеся на территории области в постоянном контроле и наблюдении): ночница Брандта, водяная ночница, бурый ушан, лесной нетопырь, рыжая вечерница, пустельга, бархатница гиперант, елец, голавль, линь.
Отдельные объекты живой природы: старовозрастные парковые насаждения с липой.